# Anton Flettner

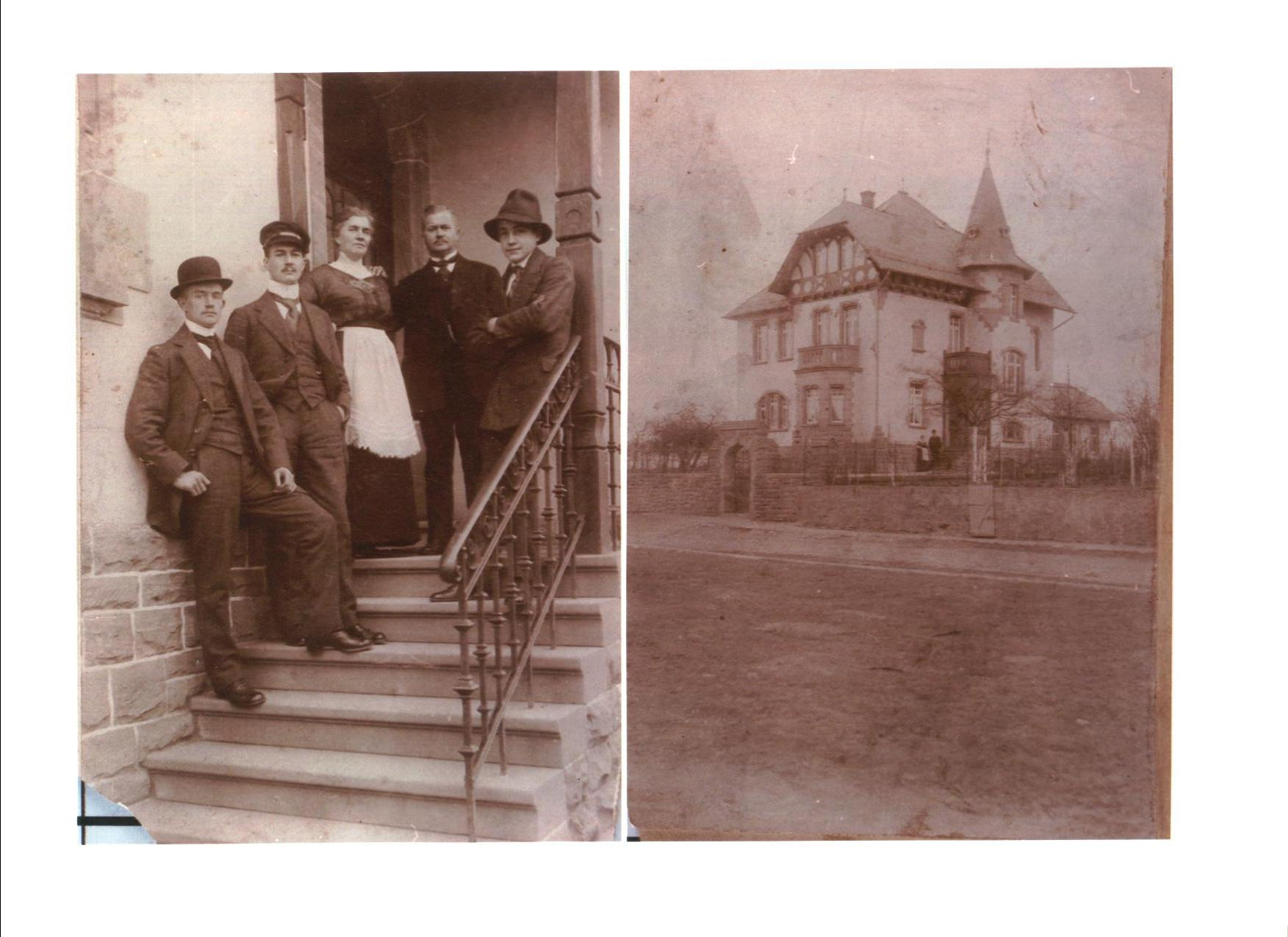
A.Flettner za młodu (pierwszy z prawej i Willa Flettnera)

Anton Flettner (ur. 1 listopada 1885 w Eddersheim koło Frankfurtu nad Menem, zm. 25 grudnia 1961 w USA) – niemiecki konstruktor lotniczy i wynalazca.

## Pierwsze prace
W wieku 29 lat przedstawił ówczesnemu Urzędowi Marynarki Wojennej (Reichsmarineamt) swój pierwszy wynalazek – kierowaną torpedę. Podobnie jak jego następny wynalazek z 1915, zdalnie sterowany pojazd bojowy, projekt został odrzucony jako uznany za niemożliwy do zrealizowania.
Po I wojnie światowej otrzymał posadę w ośrodku badawczym w Getyndze. Tu wynalazł rotor Flettnera wykorzystujący efekt Magnusa.
Rotor Flettnera został zastosowany w latach 1922–1926 na dwóch statkach Baden-Baden (poprzednio Buckau) i Barbara, ten rodzaj napędu nie znalazł jednak szerszego uznania.

## Konstrukcje lotnicze
W 1927 Flettner zwrócił się w kierunku konstrukcji lotniczych. Skonstruował ster z pomocniczą klapą odciążającą.
Stworzona przez niego konstrukcja z wirującymi płatami, po wielu niepowodzeniach, okazała się skuteczna dopiero po 8 latach w roku 1935 pod postacią modeli Fl 184 i Fl 185. W 1938 Flettner wraz z Kurtem Hohenemserem skonstruował Fl 265. W tym nowatorskim helikopterze rozwiązał problem wyrównania momentów obrotowych poprzez zastosowanie dwóch zachodzących na siebie wirników (układ Flettnera). Tak narodził się dwuwirnikowy śmigłowiec Flettnera. W 1940 skonstruował podobny do poprzednika helikopter Flettner Fl 282 Kolibri. Dwa egzemplarze trafiły w ręce wojsk amerykańskich jako zdobycz wojenna.
Po II wojnie światowej Flettner skorzystał w 1947 z zaproszenia do USA i został głównym konstruktorem w firmie Kaman, dla której tworzył m.in. nowe śmigłowce dwuwirnikowe. Kierował rozwojem śmigłowców dla armii amerykańskiej i został prezesem Flettner Aircraft Corporation z siedzibą w Kew Gardens, Queens, Nowy Jork.
Obecnie w rodzinnym domu Antona Flettnera znajduje się miejskie przedszkole.